# Atletiek op de Olympische Zomerspelen 2012 – 10000 meter vrouwen
De 10000 meter vrouwen op de Olympische Zomerspelen 2012 in Londen vond plaats op vrijdag 3 augustus 2012. Regerend olympisch kampioene was Tirunesh Dibaba uit Ethiopië, die haar titel prolongeerde.

## Records
Voorafgaand aan het toernooi waren dit het wereldrecord en het olympisch record.
| Wereldrecord     | Wang Junxia     | 29.31,78 | Peking | 8 september 1993 |
| Olympisch record | Tirunesh Dibaba | 29.54,66 | Peking | 15 augustus 2008 |

## Uitslag
| №      | Naam                       | NOC | Tijd     | Opmerking |
| ------ | -------------------------- | --- | -------- | --------- |
| Goud   | Tirunesh Dibaba            | ETH | 30.20,75 | SB        |
| Zilver | Sally Kipyego              | KEN | 30.26,37 | PB        |
| Brons  | Vivian Cheruiyot           | KEN | 30.30,44 | PB        |
| 4      | Werknesh Kidane            | ETH | 30.39,38 | SB        |
| 5      | Beleynesh Oljira           | ETH | 30.45,56 |           |
| 6      | Shitaye Eshete             | BRN | 30.47,25 | NR        |
| 7      | Joanne Pavey               | GBR | 30.53,20 | PB        |
| 8      | Julia Bleasdale            | GBR | 30.55,63 | PB        |
| 9      | Hitomi Niiya               | JPN | 30.59,19 | PB        |
| 10     | Kayoko Fukushi             | JPN | 31.10,35 | SB        |
| 11     | Amy Hastings               | USA | 31.10,69 | PB        |
| 12     | Janet Cherobon-Bawcom      | USA | 31.12,68 | PB        |
| 13     | Lisa Uhl                   | USA | 31.12,80 | PB        |
| 14     | Sara Moreira               | POR | 31.16,44 | PB        |
| 15     | Fionnuala Britton          | IRL | 31.46,71 |           |
| 16     | Mika Yoshikawa             | JPN | 31.47,67 |           |
| 17     | Sabrina Mockenhaupt        | GER | 31.50,35 |           |
| 18     | Nadia Ejjafini             | ITA | 31.57,03 |           |
| 19     | Jelizaveta Gretsjisjnikova | RUS | 32.11,32 |           |
| 20     | Olha Skrypak               | UKR | 32.14,59 |           |
| 21     | Eloise Wellings            | AUS | 32.25,43 |           |
| –      | Joyce Chepkirui            | KEN | –        | DNF       |

De volgende afkortingen worden gebruikt:
- DNS Niet gestart
- DNF Niet aangekomen
- PB Persoonlijke besttijd
- SB Beste seizoensprestatie
- NR Nationaal record
- AR Continentaal record
- WJ Wereldjeugdrecord